# Cerasuolo
Il Cerasuolo è un vino tipico italiano, in particolare d'Abruzzo, Lazio e Sicilia.
- Cerasuolo d'Abruzzo - ottenuto da uve Montepulciano vinificate in bianco, vale a dire senza il contatto delle bucce dell'uva con il mosto, durante la macerazione.

- Cerasuolo di Vittoria - ottenuto da almeno il 50% di uve Nero d'Avola e il 30% di uve Frappato. Si produce in parte della provincia di Ragusa, di Catania e di Caltanissetta.

Il nome parrebbe derivare dal latino tardo cerasium, cioè "ciliegia".

## Proprietà
Il colore è un rosso detto appunto "cirasce" (in dialetto abruzzese significa ciliegia) e cirasa (dal siciliano ciliegia) da cui il nome, il sapore è secco e va da sentori di mandorla a frutti rossi (mele, pere, prugne, pesche e ciliegie). 
L'ampiezza olfattiva e gustativa, nelle migliori marche e nelle migliori annate, è molto ampia e la persistenza è più o meno duratura a seconda della qualità del vino.
Dovrebbe rientrare nei vini rossi, ma taluni indicano il Cerasuolo anche come vino rosé.
È un vino categorizzato nella categoria DOC e, nelle migliori qualità, anche nella categoria DOCG (Denominazione di Origine Controllata e Garantita).